# 摄像管

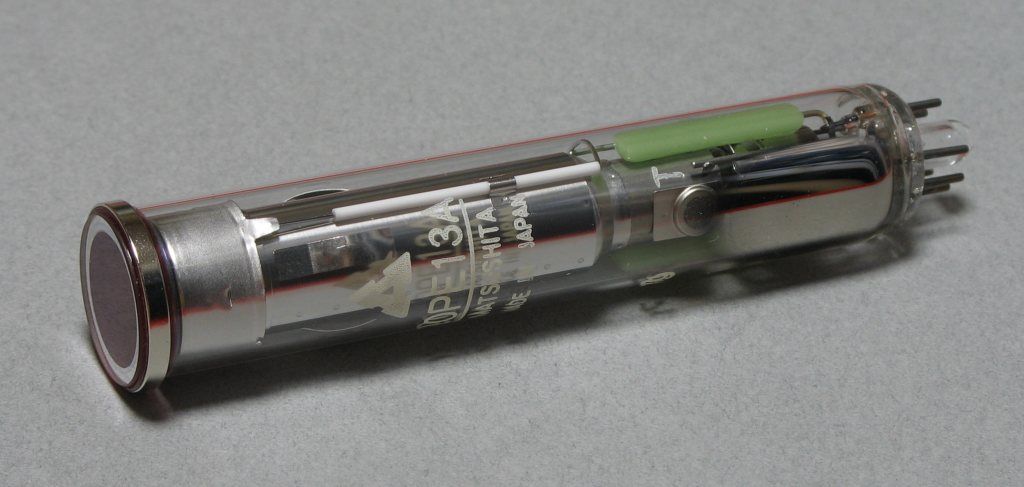
17mm光导摄像管

摄像管（英語：Camera Tube；Camera Pick- up Tube；Pick-Up Tube）是电荷耦合组件（CCD）出现之前的一类用于摄像的阴极射线管（CRT）。摄像管有几种不同的结构，常见于二十世纪三十年代到八十年代期间。
摄像管的核心原理是用被偏转的阴極射线扫描受光辐射而成像的目標，最终将光信号转变为与入射光强度相关的电信号。

## 正析像管

正析像管结构示意图

正析像管（image orthicon）是一种基于阴极射线管制作的摄像管，主要由三部分组成：图中左边帶有圖像存儲（Target 目標）的光电阴极（photocathode）、扫描目標读出图像的电子枪（electron gun）以及一个放大器（multistage electron multiplier）。
图像通过透镜成像在光电阴极上，阴極电压约-600V。基于光电效应，被光电离的光电子经过电场加速照射在一个靶上。靶由一个薄玻璃板构成，接地。靶被电子击中的位置会溅射出多个电子，这些电子被靶前面紧挨着的略带正电的栅屏吸附。于是在靶上产生了一个局域的正电区域。 
另一端，电子枪经过约+1500V的阳极加速并发射阴级射线。经过准直的电子束在磁场作用下扫描靶。因电子被射向低电压方向，电子束被电子枪发射之后，一直被电场减速，到达靶时速度基本为0。如果靶这里带有正电荷，那么就可以吸附电子。反之，电子会返回阳极。对返回的电子信号放大并测量电量，就可以把光信号转换为模拟电信号。

## 備註
1. ↑  臺灣譯為光電顯像管、影像正析管